# Резолюция Совета Безопасности ООН 1307
Резолюция Совета Безопасности Организации Объединённых Наций 1307 (код — S/RES/1307), принятая 13 июля 2000 года, сославшись на предыдущие резолюции по Хорватии, включая резолюции 779 (1992), 981 (1995), 1147 (1998), 1183 (1998), 1222 (1999), 1252 (1999) и 1285 (2000), Совет уполномочил Миссию наблюдателей Организации Объединенных Наций в Превлаке (МНОП) продолжать наблюдение за демилитаризацией в районе полуострова Превлака в Хорватии до 15 января 2001 года.
Совет Безопасности приветствовал в целом спокойную и стабильную ситуацию на полуострове Превлака, но по-прежнему обеспокоен нарушениями режима демилитаризации и ограничениями свободы передвижения наблюдателей Организации Объединенных Наций. Она приветствовала открытие пропускных пунктов между Хорватией и Черногорией, способствующее гражданским и коммерческим перевозкам без инцидентов в сфере безопасности, что представляет собой значительную меру укрепления доверия между двумя странами. По-прежнему вызывает озабоченность отсутствие прогресса в урегулировании спорного вопроса о полуострове Превлака и программы разминирования.
Хорватию и Союзную Республику Югославию (Сербию и Черногорию) призвали полностью выполнить соглашение о нормализации отношений, прекратить нарушения режима демилитаризации, снизить напряженность и обеспечить свободу передвижения наблюдателям Организации Объединенных Наций. Совет по-прежнему обеспокоен отсутствием прогресса в осуществлении мер по укреплению доверия. Генеральному секретарю Кофи Аннану было предложено доложить к 15 октября 2000 года о рекомендациях по мерам укрепления доверия между двумя сторонами. Стороны призвали сообщать о ходе двусторонних переговоров не реже двух раз в месяц.
Наконец, Силы стабилизации, санкционированные Резолюцией 1088 (1996) и продленные Резолюцией 1305 (2000), должны были сотрудничать с ЮНМОП.